# بهيج إسماعيل
بهيج إسماعيل (13 يوليو 1939م)، كاتب مصري تخصص في المسرح، وله عده دواوين من أشهر مؤلفاته مسرحيه بغبغان طويل اللسان ومسرحيه خاطر السلطان ومسرحيه اللالة غضبى ورجل المستقبل وانهم ياكلون الهامبورجر وغيرها، وبهيج أيضا يكتب في بعض الصحف المصرية، وله عدة دواووين منها (تلك الأيام)، (العشق، الحرية، الموت)، وصدر له ديوان بعنوان (فساد الارواح).
بهيج إسماعيل هو عضو المجلس الأعلى للثقافة، ومن الأدباء الذين ساندوا الثورة المصرية منذ البداية.